# It Takes a Thief (album)
It Takes a Thief is het debuutalbum van de West Coast-rapper Coolio. Het album werd uitgegeven op 19 juli 1994, door Tommy Boy en Warner Bros. Records.

## Nummers
1. "Fantastic Voyage"
2. "County Line"
3. "Mama I'm in Love Wit a Gangsta" (samen met LeShaun)
4. "Hand on My Nutsac"
5. "Ghetto Cartoon"
6. "Smokin' Stix"
7. "Can-O-Corn"
8. "U Know Hoo!" (samen met WC)
9. "It Takes a Thief"
10. "Bring Back Somethin Fo da Hood"
11. "N da Closet"
12. "On My Way to Harlem"
13. "Sticky Fingers"
14. "Thought You Knew"
15. "Ugly Bitches"
16. "I Remember" (samen met J-Ro en Billy Boy)

It Takes a Thief · Gangsta's Paradise · My Soul · Coolio.com · El Cool Magnifico · The Return of the Gangsta · Steal Hear · Fantastic Voyage: The Greatest Hits